# Solanum
Genre
Solanum est un genre de plantes dicotylédones de la famille des Solanaceae, sous-famille des Solanoideae, à répartition quasi-cosmopolite, mais présent surtout dans les régions tropicales d'Amérique. Ce genre, qui compte environ 1 200 espèces acceptées, est de loin le plus important de la famille des Solanaceae et se classe au 9e rang des plus grands genres d'Angiospermes. C'est le genre type de la famille à laquelle il a donné son nom.
Les plantes du genre Solanum sont des plantes herbacées ou ligneuses (arbustes ou arbres), parfois grimpantes, généralement pubescentes, aux feuilles alternes au limbe entier ou découpé (pennatiséqué). Les fleurs, bisexuées, actinomorphes, aux anthères habituellement conniventes autour du style, sont groupées en inflorescences cymeuses. Les fruits sont généralement des baies globuleuses ou ovoïdes, contenant des graines en nombre variable, généralement aplaties.

Différentes espèces de ce genre sont cultivées, soit à des fins alimentaires (comme la pomme de terre, la tomate ou l'aubergine), soit à des fins ornementales. D'autres espèces sont utilisées à des fins médicinales.
Toutes  les espèces du genre Solanum sont toxiques à un certain degré, 
comme la morelle faux jasmin (ornementale) et la douce-amère, car elles contiennent dans tous leurs organes (notamment dans les baies, mais aussi dans le feuillage), mais à des concentrations variables, des substances toxiques telles des glycoalcaloïdes et des saponines stéroïdiques.

## Étymologie
Le nom générique, en latin solanum, « morelle », est un terme attesté d'abord chez Celse (De Medicina [II, 33]) puis chez Pline l'Ancien (Historia naturalis [21, 177 et 27, 132]), équivalent du terme grec στρύχνος / strúkhnos, attesté chez Théophraste et Dioscoride, qui désignait la morelle noire (Solanum nigrum). Strychnos a été repris par Linné pour désigner un autre genre botanique sans parenté avec les Solanaceae.
Solanum (comme solanine) pourrait dériver du latin sol, « soleil », sans qu'on en connaisse la raison car les espèces ne sont pas connues pour être héliophiles. Une autre hypothèse est qu'il vienne du latin solare, « soulager », en référence aux propriétés émollientes et adoucissantes des racines. Le nom vernaculaire de morelle vient du latin médiéval maurella, littéralement « petit maure », en référence à la baie noire comme un Maure de Solanum nigrum.

## Caractéristiques du genre

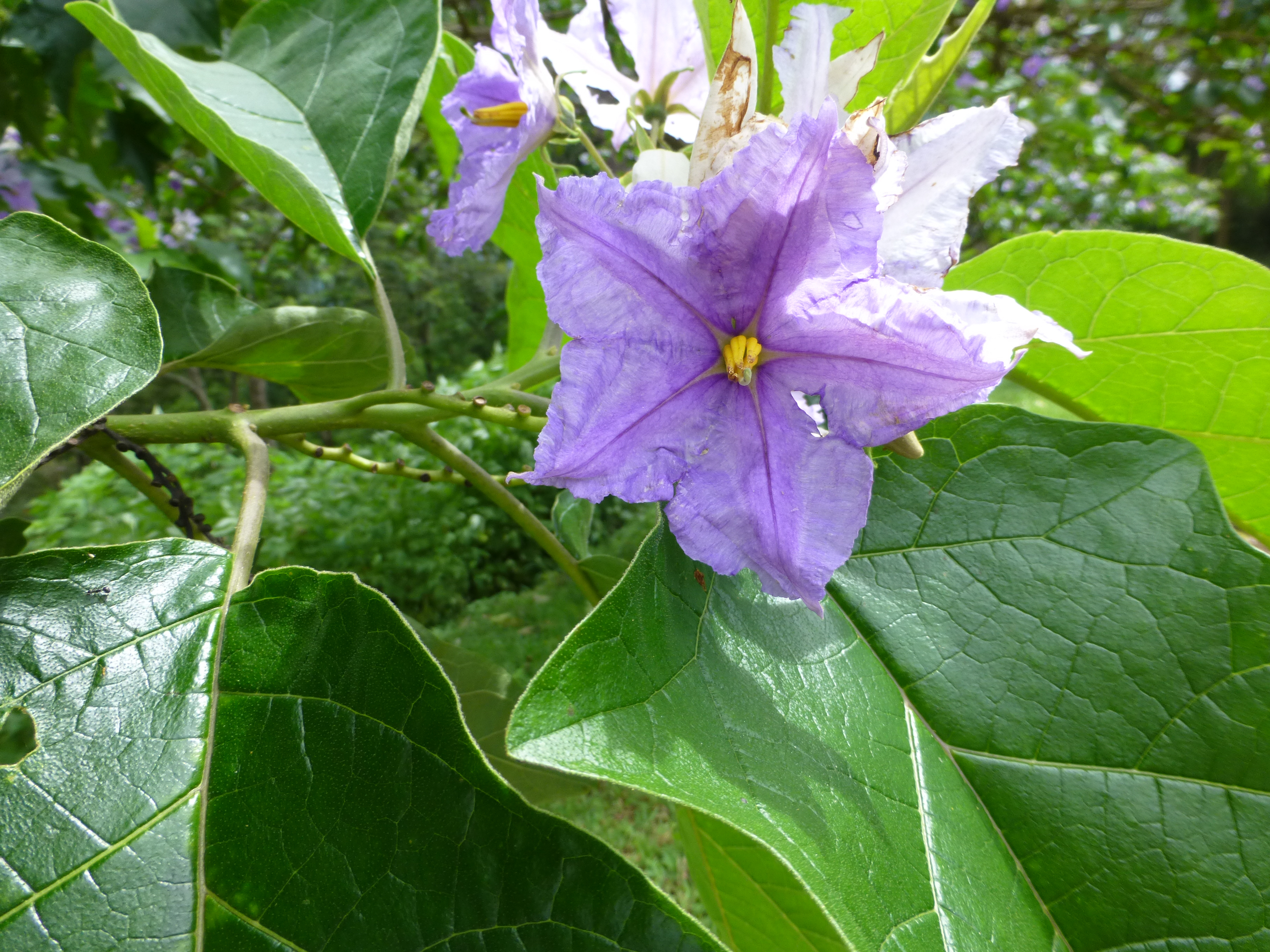
Fleurs de Solanum wrightii, Jardin botanique de la reine Sirikit, Thaïlande

Ce genre botanique, très important dans la nature, compte environ 1 500 espèces.
Il comporte des plantes herbacées ou des arbustes à feuilles généralement alternes, parfois opposées.
L'inflorescence est une cyme, le plus souvent unipare.
Les fleurs sont hermaphrodites, à corolle étoilée avec de cinq à huit pétales souvent réfléchis (retournés vers l'arrière).
Les étamines saillantes forment un cône autour du gynécée.
L'ovaire est supère.
Les fruits sont des baies.

### Cytologie
Le nombre chromosomique de base du genre Solanum est x= 12. La plupart des espèces sont diploïdes (2n = 2x =24 chromosomes), mais il existe aussi des espèces tétra-, hexa- et octoploïdes.

## Principales espèces

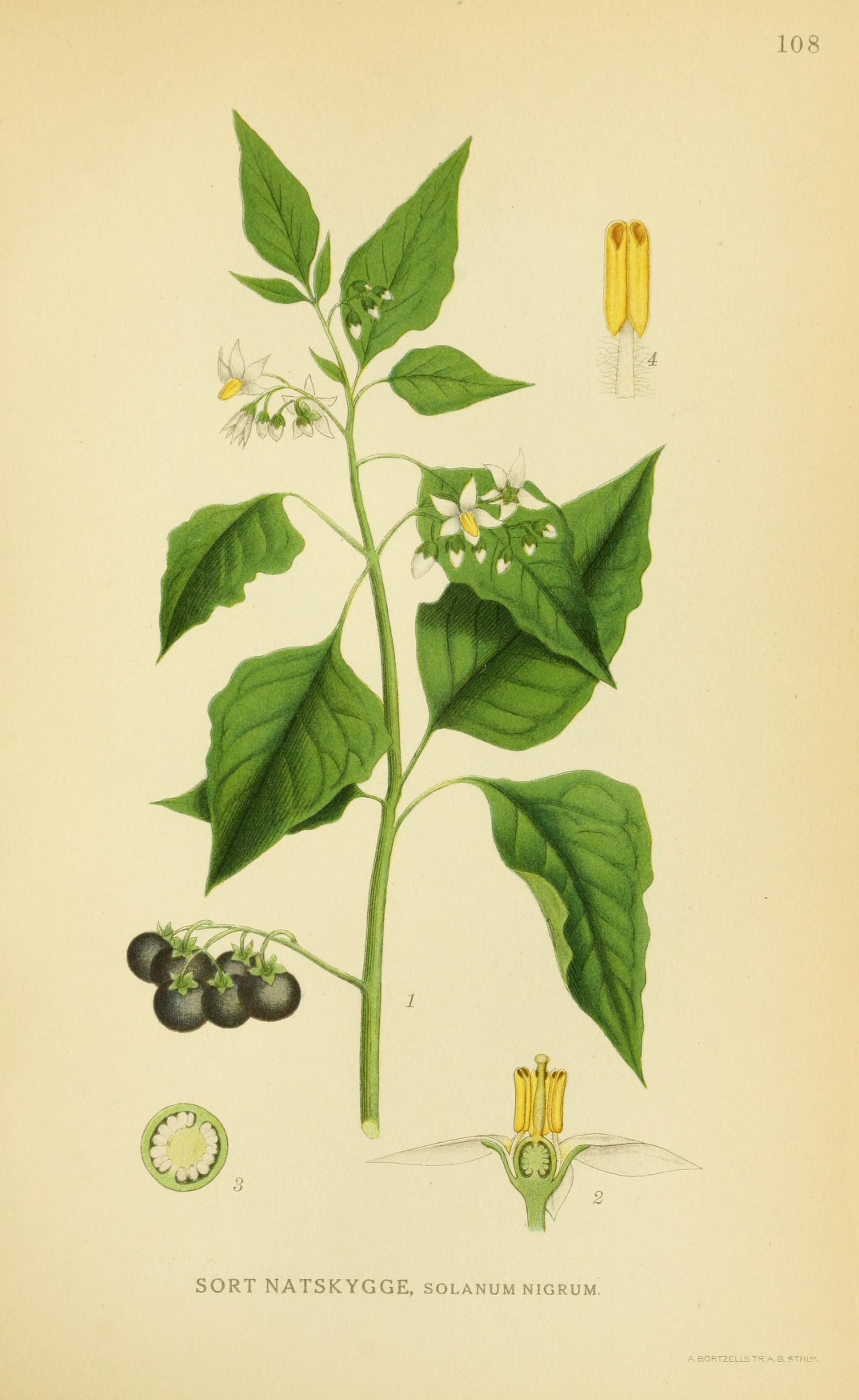
Planche botanique de la morelle noire.

- Flore européenne (espèces souvent introduites)
  - Solanum chenopodioides Lam.
  - Solanum dulcamara L. — douce-amère
  - Solanum jasminoides Paxton — morelle faux jasmin
  - Solanum linnaeanum Hepper & Jaeger — morelle de Linné
  - Solanum lycopersicum L. — tomate
  - Solanum melongena L. — aubergine
  - Solanum muricatum — pepino ou poire-melon
  - Solanum nigrum L. — morelle noire
  - Solanum physalifolium Rusby
  - Solanum pseudocapsicum L. — pommier d'amour
  - Solanum rostratum Dunal
  - Solanum sarachoides Sendtn.
  - Solanum sisymbriifolium Lam. — morelle de Balbis
  - Solanum triflorum Nutt.
  - Solanum tuberosum L. — pomme de terre
  - Solanum villosum Mill. — morelle velue ou morelle orangée
- Flore océanienne
  - Solanum auriculatum Ait. — bringellier marron
  - Solanum actephilum  Guilaumin (Nouvelle-Calédonie)
  - Solanum camptostylum  Bitter (Nouvelle-Calédonie)
  - Solanum hugonis  Heine (Nouvelle-Calédonie)
  - Solanum insulaepinorum  Heine (Nouvelle-Calédonie)
  - Solanum laciniatum Aiton (Australie)
  - Solanum nigrum  L. — morelle noire
  - Solanum pancheri  Guillaumin (Nouvelle-Calédonie)
  - Solanum pseuderanthemoides  Schltr. (Nouvelle-Calédonie)
  - Solanum styraciflorum  Schltr. (Nouvelle-Calédonie)
  - Solanum tetrandum  R. Br.
  - Solanum vaccinioides  Schltr. (Nouvelle-Calédonie)
- Flore américaine
  - Solanum americanum Morelle d'amérique, brède bleu (dans l'océan Indien)
  - Solanum retroflexum
  - Solanum bonariense L.
  - Solanum bulbocastanum Donal
  - Solanum pennellii Correll
  - Solanum lycopersicum L. — tomate
  - Solanum tuberosum L. — pomme de terre
  - Solanum quitoense Lam. - morelle de Quito
  - Solanum elaeagnifolium
  - Solanum carolinense — Morelle de Caroline
  - Solanum sessiliflorum
  - Solanum torvum

### Plantes envahissantes
- Solanum gilo
- Solanum mauritianum
- Solanum tampicense
- Solanum viarum

## Taxonomie
Le genre Solanum a été créé dans la nomenclature binominale par Linné et publié en 1753 dans son Species plantarum (vol. 1, p. 184), puis en 1754 dans son Genera plantarum (nº 224, p. 85) . Ce genre avait été publié précédemment par Gaspard Bauhin dans son Pinax theatri botanici (Lib. V, sect .1, p. 166), puis par Tournefort dans ses Élémens de botanique : ou Méthode pour connoître les plantes (vol. 1, classe II, sect. VI, p. 124).
Ce genre, qui regroupe environ la moitié des espèces de la famille des Solanaceae, est classé dans la sous-famille des Solanoideae, tribu des Solaneae (deux taxons largement monophylétiques).

### Synonymes
Selon KewScience :
- Amatula Medik.
- Androcera Nutt.
- Antimion Raf.
- Aquartia Jacq.
- Artorhiza Raf.
- Bassovia Aubl.
- Battata Hill
- Bosleria A.Nelson
- Ceranthera Raf.
- Codylis Raf.
- Cyathostyles Schott ex Meisn.
- Cyphomandra Mart. ex Sendtn.
- Diamonon Raf.
- Dulcamara Hill
- Fontqueriella Rothm.
- Lycomela Heist. ex Fabr.
- Lycopersicon Mill.
- Melongena Mill.
- Normania Lowe
- Nycterium Vent.
- Pallavicinia De Not.
- Parmentiera Raf.
- Pheliandra Werderm.
- Pionandra Miers
- Pseudocapsicum Medik.
- Scubulon Raf.
- Solanastrum Heist. ex Fabr.
- Solanocharis Bitter
- Solanopsis Börner
- Triguera Cav.

### Liste d'espèces
Selon The Plant List (24 août 2019) :
- Solanum abancayense Ochoa
- Solanum abitaguense S. Knapp
- Solanum absconditum Agra
- Solanum abutilifolium Rusby
- Solanum abutiloides (Griseb.) Bitter & Lillo
- Solanum acanthodes Hook. f.
- Solanum acanthoideum Drège ex Dunal
- Solanum acaule Bitter
- Solanum accrescens Standl. & C.V. Morton
- Solanum acerifolium Dunal
- Solanum achacachense Cárdenas
- Solanum acroglossum Juz.
- Solanum acroscopicum Ochoa
- Solanum actaeibotrys Rusby
- Solanum actinocalyx (H. Winkl.) Hunz.
- Solanum aculeastrum Dunal
- Solanum aculeatissimum Jacq.
- Solanum aculeolatum M. Martens & Galeotti
- Solanum acuminatum Ruiz & Pav.
- Solanum acutilobum Dunal
- Solanum adelense Delile
- Solanum adhaerens Willd. ex Roem. & Schult.
- Solanum adoense Hochst. ex A. Braun
- Solanum adscendens Sendtn.
- Solanum adspersum Witasek
- Solanum aemulans Bitter & Wittm.
- Solanum aenictum C.V. Morton
- Solanum aethiopicum L.
- Solanum affine Sendtn.
- Solanum africanum Mill.
- Solanum aggerum Dunal
- Solanum agrarium Sendtn.
- Solanum agrimoniifolium Rydb.
- Solanum ahanhuiri Juz. & Bukasov
- Solanum alandiae Cárdenas
- Solanum alatirameum Bitter
- Solanum albescens (Britton) Hunz.
- Solanum albicans (Ochoa) Ochoa
- Solanum albidum Dunal
- Solanum albornozii Correll
- Solanum aligerum Schltdl.
- Solanum alloiophyllum Dammer
- Solanum allophyllum (Miers) Standl.
- Solanum aloysiifolium Dunal
- Solanum alternatopinnatum Steud.
- Solanum altissimum Benitez
- Solanum amayanum Ochoa
- Solanum amazonium Ker Gawl.
- Solanum amblophyllum Hook.
- Solanum ambosinum Ochoa
- Solanum americanum Mill.
- Solanum amethystinum (Kuntze) Heiser
- Solanum amnicola S. Knapp
- Solanum amotapense Svenson
- Solanum amygdalifolium Steud.
- Solanum anceps Ruiz & Pav.
- Solanum andersonii Ochoa
- Solanum andreanum Baker
- Solanum andrieuxi Dunal
- Solanum anematophilum Ochoa
- Solanum anguivi Lam.
- Solanum angustialatum Bitter
- Solanum angustifidum Bitter
- Solanum angustiflorum Mart.
- Solanum angustifolium Mill.
- Solanum angustispinosum De Wild.
- Solanum anisophyllum Van Heurck & Müll. Arg.
- Solanum ankazobe D'Arcy & Rakot.
- Solanum annuum C.V. Morton
- Solanum anoacanthum Sendtn.
- Solanum anomalum Thonn.
- Solanum antacochense Ochoa
- Solanum antalaha D'Arcy & Rakot.
- Solanum apaporanum R.E. Schult.
- Solanum aparadense L.A. Mentz & M. Nee
- Solanum aphananthum Baker
- Solanum aphyodendron S. Knapp
- Solanum apiahyense Witasek
- Solanum apiculatibaccatum Bitter
- Solanum apiculatum Sendtn.
- Solanum apocynifolium Baker
- Solanum appendiculatum Dunal
- Solanum appressum K.E. Roe
- Solanum aracc-papa Juz. ex Rybin
- Solanum arachnidanthum Rusby
- Solanum arboreum Dunal
- Solanum arenarium Sendtn.
- Solanum argenteum Dunal
- Solanum argentinum Bitter & Lillo
- Solanum aridum Morong
- Solanum ariduphilum Ochoa
- Solanum armentalis J.L. Gentry & D'Arcy
- Solanum arundo Mattei
- Solanum asperolanatum Ruiz & Pav.
- Solanum asperum Rich.
- Solanum asterophorum Mart.
- Solanum asteropilodes Bitter
- Solanum atitlanum K.E. Roe
- Solanum atriplicifolium Gill ex Nees
- Solanum atropurpureum Schrank
- Solanum aturense Dunal
- Solanum augusti Ochoa
- Solanum aurantiacobaccatum De Wild.
- Solanum aureum Dunal
- Solanum auriculatum Aiton
- Solanum aviculare G. Forst.
- Solanum axillifolium K.E. Roe
- Solanum ayacuchense Ochoa
- Solanum aymaraesense Ochoa
- Solanum badilloi Benitez
- Solanum bagamojense Bitter & Dammer
- Solanum bahamense L.
- Solanum bahianum S. Knapp
- Solanum bangii Bitter
- Solanum barbeyanum Huber
- Solanum barbisetum Nees
- Solanum barbulatum Zahlbr.
- Solanum basendopogon Bitter
- Solanum batangense Dammer
- Solanum batoides D'Arcy & Rakot.
- Solanum bellicosum Bitter
- Solanum bellum S. Knapp
- Solanum benadirense Chiov.
- Solanum beniense De Wild.
- Solanum berthaultii Hawkes
- Solanum betaceum Cav.
- Solanum betroka D'Arcy & Rakot.
- Solanum biceps Dunal
- Solanum bicolor Willd. ex Roem. & Schult.
- Solanum bilabiatum Dammer
- Solanum billhookeri Ochoa
- Solanum blanco-galdosii Ochoa
- Solanum blodgettii Chapm.
- Solanum boerhaaviifolium Sendtn.
- Solanum bolivianum Britton ex Rusby
- Solanum boliviense Dunal
- Solanum bombycinum Ochoa
- Solanum bonariense L.
- Solanum bondjorum A. Chev.
- Solanum boselliae Chiov.
- Solanum brachistotrichum (Bitter) Rydb.
- Solanum brachyantherum Phil.
- Solanum brachystachys Dunal
- Solanum brevicaule Bitter
- Solanum brevifolium Dunal
- Solanum brevipedicellatum K.E. Roe
- Solanum brieyi De Wild.
- Solanum buesii Vargas
- Solanum bukasovii Juz.
- Solanum bulbocastanum Dunal
- Solanum bullatum Vell.
- Solanum bumeliifolium Dunal
- Solanum burbankii Bitter
- Solanum burchellii Dunal
- Solanum burtonii Ochoa
- Solanum bussei Dammer
- Solanum caavurana Vell.
- Solanum cacosmum Bohs
- Solanum caesium Griseb.
- Solanum cajamarquense Ochoa
- Solanum cajanumense Kunth
- Solanum calacalinum Ochoa
- Solanum caldense Carvalho
- Solanum calidum Bohs
- Solanum calileguae Cabrera
- Solanum callianthum C.V. Morton
- Solanum callicarpifolium Kunth & Bouché
- Solanum calvescens Bitter
- Solanum campaniforme Roem. & Schult.
- Solanum campechiense L.
- Solanum campetrichum Werderm.
- Solanum campylacanthum Hochst.
- Solanum campylocladum Dunal
- Solanum candelarianum Cárdenas
- Solanum candidum Lindl.
- Solanum candolleanum Berthault
- Solanum canense Rydb.
- Solanum cantense Ochoa
- Solanum capense L.
- Solanum capillipes Britton
- Solanum capoerum Dunal
- Solanum capsicoides All.
- Solanum carautae Carvalho
- Solanum carchiense Correll
- Solanum cardiophyllum Lindl.
- Solanum carense Dunal
- Solanum caricaefolium Rusby
- Solanum caripense Dunal
- Solanum carolinense L.
- Solanum cassioides L.B. Sm. & Downs
- Solanum castaneum Carvalho
- Solanum catombelense Peyr.
- Solanum caudatum Dunal
- Solanum cerasiferum Dunal
- Solanum cernuum Vell.
- Solanum chachapoyasense Bitter
- Solanum chacoense Bitter
- Solanum chalmersii S. Knapp
- Solanum chamaepolybotryon Bitter
- Solanum chamaesarachidium Bitter
- Solanum chancayense Ochoa
- Solanum chariense A. Chev.
- Solanum chaucha Juz. & Bukasov
- Solanum chavinense Correll
- Solanum cheesmaniae (Riley) Fosberg
- Solanum chenopodioides Lam.
- Solanum chiapasense K.E. Roe
- Solanum chilense Dunal
- Solanum chilliasense Ochoa
- Solanum chillonanum Ochoa
- Solanum chimborazense Bitter & Sodiro
- Solanum chiovendae Lanza
- Solanum chiquidenum Ochoa
- Solanum chlamydogynum Bitter
- Solanum chloropetalon Schltdl.
- Solanum chomatophilum Bitter
- Solanum chrysasteroides Werderm.
- Solanum chrysoflorum Ochoa
- Solanum chrysophyllum Dunal
- Solanum chrysotrichum Schltdl.
- Solanum cinereum R. Br.
- Solanum cinnamomeum Sendtn.
- Solanum circaeifolium Bitter
- Solanum circinatum Bohs
- Solanum cirsioides A. Chev.
- Solanum citrinum M. Nee
- Solanum citrullifolium A. Braun
- Solanum cladotrichum Vand. ex Dunal
- Solanum clandestinum Bohs
- Solanum clarum Correll
- Solanum clavatum Rusby
- Solanum clivorum S. Knapp
- Solanum clokeyi Munz
- Solanum cobanense J.L. Gentry
- Solanum coccineum Jacq.
- Solanum cochabambense Bitter
- Solanum coelestispetalum Vargas
- Solanum collectaneum C.V. Morton
- Solanum colombianum Dunal
- Solanum comarapanum M. Nee
- Solanum commersonii Dunal
- Solanum complectens M. Nee & G.J. Anderson
- Solanum compressum L.B. Sm. & Downs
- Solanum comptum C.V. Morton
- Solanum concarense Hunz.
- Solanum concinnum Sendtn.
- Solanum confertiseriatum Bitter
- Solanum confine Dunal
- Solanum confusum C.V. Morton
- Solanum conglobatum Dunal
- Solanum conicum Ruiz & Pav.
- Solanum connatum Correll
- Solanum consimile C.V. Morton
- Solanum contumazaense Ochoa
- Solanum cordatum Forssk.
- Solanum cordifolium Dunal
- Solanum cordioides S. Knapp
- Solanum cordovense Sessé & Moc.
- Solanum coriaceum Dunal
- Solanum cormanthum Vell.
- Solanum corneliomulleri J.F. Macbr.
- Solanum cornifolium Dunal
- Solanum corumbense S. Moore
- Solanum corymbiflorum (Sendtn.) Bohs
- Solanum corymbosum Jacq.
- Solanum costatum M. Nee
- Solanum coxii Phil.
- Solanum crassifolium Lam.
- Solanum crebrum L.B. Sm.
- Solanum cremastanthemum Werderm.
- Solanum crepidotrichum Bitter
- Solanum crinitipes Dunal
- Solanum crinitum Lam.
- Solanum crispum Ruiz & Pav.
- Solanum croatii D'Arcy & R.C. Keating
- Solanum crotonifolium Dunal
- Solanum cruciferum Bitter
- Solanum cucullatum S. Knapp
- Solanum cufodontii Lanza
- Solanum cultum De Wild.
- Solanum curtilobum Juz. & Bukasov
- Solanum cutervanum Zahlbr.
- Solanum cyclophyllum S. Knapp
- Solanum cymosum Ruiz & Pav.
- Solanum cyrtopodium Dunal
- Solanum dalibardiforme Bitter
- Solanum damarense Bitter
- Solanum daphnophyllum Bitter
- Solanum darbandense A. Chev.
- Solanum darienense S. Knapp
- Solanum dasyadenium Bitter
- Solanum dasyanthum Brandegee
- Solanum dasyneuron S. Knapp
- Solanum dasyphyllum Schumach. & Thonn.
- Solanum dasypus E. Mey.
- Solanum dasytrichum Bitter
- Solanum davidsei Carvalho
- Solanum davisense Whalen
- Solanum decipiens Opiz
- Solanum decompositiflorum Sendtn.
- Solanum decorum Sendtn.
- Solanum deflexicarpum C.Y. Wu & S.C. Huang
- Solanum deflexiflorum Bitter
- Solanum delagoense Dunal
- Solanum delicatulum L.B. Sm. & Downs
- Solanum delitescens C.V. Morton
- Solanum delpierrei De Wild.
- Solanum demissum Lindl.
- Solanum dendrophilum Bitter
- Solanum dennekense Damm.
- Solanum densepilosulum Bitter
- Solanum depauperatum Dunal
- Solanum deterrimum C.V. Morton
- Solanum dewildemanianum Robyns
- Solanum diamantinense Agra
- Solanum dianthum Rusby
- Solanum dichroandrum Dunal
- Solanum dichroanthum Dammer
- Solanum didymum Dunal
- Solanum dimidiatum Raf.
- Solanum dimorphandrum S. Knapp
- Solanum dinklagei Dammer
- Solanum dinteri Bitter
- Solanum diphyllum L.
- Solanum diploconos (Mart.) Bohs
- Solanum dissimile C.V. Morton
- Solanum distichophyllum Sendtn.
- Solanum distichum Schumach. & Thonn.
- Solanum diversifolium Dunal
- Solanum doddsii Correll
- Solanum dolichocremastrum Bitter
- Solanum dolichorhachis Bitter
- Solanum dolichosepalum Bitter
- Solanum dolosum C.V. Morton ex S. Knapp
- Solanum domesticum A. Chev.
- Solanum donachui (Ochoa) Ochoa
- Solanum donianum Walp.
- Solanum donnell-smithii J.M. Coult.
- Solanum douglasii Dunal
- Solanum dulcamara L.
- Solanum dulcamaroides Dunal
- Solanum duplo-sinuatum Klotzsch
- Solanum echegarayi Hieron.
- Solanum echidnaeforme Dunal
- Solanum edinense Berthault
- Solanum edmonstonei Hook. f.
- Solanum ehrenbergii Rydb.
- Solanum eickii Dammer
- Solanum eitenii Agra
- Solanum elaeagnifolium Cav.
- Solanum elskensi De Wild.
- Solanum enantiophyllanthum Bitter
- Solanum endlicheri Dunal
- Solanum endlichii Dammer
- Solanum endoadenium Bitter
- Solanum endopogon (Bitter) Bohs
- Solanum ensifolium Dunal
- Solanum erianthum D. Don
- Solanum erosomarginatum S. Knapp
- Solanum erythracanthum Bojer ex Dunal
- Solanum erythrotrichum Fernald
- Solanum etuberosum Lindl.
- Solanum euacanthum Phil.
- Solanum evolvulifolium Greenm.
- Solanum evonymoides Sendtn.
- Solanum exasperatum E. Mey.
- Solanum excisirhombeum Bitter
- Solanum exiguum Bohs
- Solanum extensum Bitter
- Solanum fabrisii Cabrera
- Solanum falconense S. Knapp
- Solanum fallax Bohs
- Solanum felinum Bitter
- Solanum fendleri A. Gray
- Solanum fernandezianum Phil.
- Solanum ferreyrae Ugent
- Solanum ferrugineum Jacq.
- Solanum fiebrigii Bitter
- Solanum filicaule Dammer
- Solanum filiforme Ruiz & Pav.
- Solanum flaccidum Vell.
- Solanum flagellare Sendtn.
- Solanum flamignii De Wild.
- Solanum flavoviridens Ochoa
- Solanum flexicaule Benth.
- Solanum floridanum Shuttlew. ex Dunal
- Solanum florulentum Bitter
- Solanum foetens Pittier ex S. Knapp
- Solanum forskalii Dunal
- Solanum fortunense Bohs
- Solanum fosbergianum D'Arcy
- Solanum fragile Wedd.
- Solanum fraxinifolium Dunal
- Solanum fructo-tecto Cav.
- Solanum fulgens (J.F. Macbr.) Roe
- Solanum fultum Schrank
- Solanum fulvidum Bitter
- Solanum furcatum Dunal
- Solanum fusiforme L.B. Sm. & Downs
- Solanum gandarillasii Cárdenas
- Solanum garcia-barrigae Ochoa
- Solanum gardneri Sendtn.
- Solanum gaudichaudii Dunal
- Solanum gayanum Dunal
- Solanum gemellum Sendtn.
- Solanum geniculatum E. Mey.
- Solanum gertii S. Knapp
- Solanum giftbergense Dunal
- Solanum giganteum Jacq.
- Solanum gilioides Rusby
- Solanum giorgii De Wild.
- Solanum glandulosipilosum Bitter
- Solanum glaucescens Zucc.
- Solanum glaucophyllum Desf.
- Solanum glomuliflorum Sendtn.
- Solanum glutinosum Dunal
- Solanum gnaphalocarpon Vell.
- Solanum goetzei Dammer
- Solanum gomphodes Dunal
- Solanum goniocalyx Juz. & Bukasov
- Solanum goniocaulon S. Knapp
- Solanum gonyrhachis S. Knapp
- Solanum goodspeedii K.E. Roe
- Solanum gorgoneum Bitter
- Solanum gracilifrons Bitter
- Solanum grandiflorum Ruiz & Pav.
- Solanum granuloso-leprosum Dunal
- Solanum gratum Bitter
- Solanum graveolens Bunbury
- Solanum grayi Rose
- Solanum grewioides Lanza
- Solanum griffithii (Prain) C.Y. Wu & S.C. Huang
- Solanum grotei Dammer
- Solanum guamuchilense Cast.-Campos & Rzed.
- Solanum guaraniticum A. St.-Hil.
- Solanum guerreroense Correll
- Solanum guineense L.
- Solanum habrocaulon S. Knapp
- Solanum haematocladum Dunal
- Solanum haleakalaense H.St.John
- Solanum hamatile Brandegee
- Solanum hartwegii Benth.
- Solanum hasslerianum Chodat
- Solanum hastatilobum Bitter
- Solanum hastifolium Dunal
- Solanum hastiforme Correll
- Solanum hayesii Fernald
- Solanum hazenii Britton
- Solanum hederiradiculum Bitter
- Solanum heinianum D'Arcy & R.C. Keating
- Solanum heleonastes S. Knapp
- Solanum helleri Standl.
- Solanum hemisymphyes Bitter
- Solanum herba-bona Reiche
- Solanum herculeum Bohs
- Solanum hermannii Dunal
- Solanum hernandesii Dunal
- Solanum heteroclitum Sendtn.
- Solanum heterodoxum Dunal
- Solanum hexandrum Vell.
- Solanum hibernum Bohs
- Solanum hidetaroi Masam.
- Solanum hieronymi Kuntze
- Solanum hildebrandtii BR & Bouche, A. M.
- Solanum hillebrandii Yunck.
- Solanum himatacanthum Dammer
- Solanum hindsianum Benth.
- Solanum hintonii C.V. Morton
- Solanum hirsuticaule Werderm.
- Solanum hirsutum Dunal
- Solanum hirtellum (Spreng.) Hassl.
- Solanum hirtulum Krause
- Solanum hirtum Vahl
- Solanum hjertingii Hawkes
- Solanum hoehnei C.V. Morton
- Solanum hoffmanseggii Sendtn.
- Solanum holocalyx Morton
- Solanum holophyllum Bitter
- Solanum holtzii Dammer
- Solanum homalospermum Chiarini
- Solanum homblei De Wild.
- Solanum hoopesii Hawkes & K.A. Okada
- Solanum hougasii Correll
- Solanum houstonii Dunal
- Solanum huallagense Bitter
- Solanum huancabambense Ochoa
- Solanum huayavillense Del Vitto & Peten.
- Solanum huitlanum Brandegee
- Solanum humblotii Dammer
- Solanum humectophilum Ochoa
- Solanum humile Bernh. ex Willd.
- Solanum hutchisonii (J.F. Macbr.) Bohs
- Solanum hybridum Jacq.
- Solanum hylobium Bitter
- Solanum hypacrarthrum Bitter
- Solanum hypaleurotrichum Bitter
- Solanum hypermegethes Werderm.
- Solanum hypocalycosarcum Bitter
- Solanum hypomalacum (Bitter) C.V. Morton
- Solanum hypopsilum Bitter
- Solanum iltisii K.E. Roe
- Solanum imamense Dunal
- Solanum imbaburense S. Knapp
- Solanum imberbe Bitter
- Solanum immite Dunal
- Solanum incahuasinum Ochoa
- Solanum incanum L.
- Solanum incarceratum Ruiz & Pav.
- Solanum incasicum Ochoa
- Solanum incisum Griseb.
- Solanum incompletum Britton
- Solanum incomptum Bitter
- Solanum incurvipilum Bitter
- Solanum incurvum Ruiz & Pav.
- Solanum inelegans Rusby
- Solanum infundibuliforme Phil.
- Solanum ingaefolium Ochoa
- Solanum inodorum Vell.
- Solanum inornatum Witasek
- Solanum insidiosum Mart.
- Solanum insolaesolis Bitter
- Solanum insulae-paschalis Bitter
- Solanum interandinum Bitter
- Solanum interius Rydb.
- Solanum intermedium Sendtn.
- Solanum iodotrichum Van Heurck & Müll. Arg.
- Solanum ionidium Bitter
- Solanum iopetalum Hawkes
- Solanum ipomoea Sendtn.
- Solanum iraniense L.B. Sm. & Downs
- Solanum irosinum Ochoa
- Solanum irregulare C.V. Morton
- Solanum isodynamum Sendtn.
- Solanum itatiaiae Glaz. ex Edmonds
- Solanum ivohibe D'Arcy & Rakot.
- Solanum jabrense Agra & M. Nee
- Solanum jaegeri Dammer
- Solanum jaenense Ochoa
- Solanum jalcae Ochoa
- Solanum jamaicense Mill.
- Solanum jamesii Torr.
- Solanum japonense Nakai
- Solanum jasminifolium Sendtn.
- Solanum jasminoides J. Paxton
- Solanum jesperseni De Wild.
- Solanum johannae Bitter
- Solanum johnstonii Whalen
- Solanum jubae Bitter
- Solanum juglandifolium Dunal
- Solanum julocrotonoides Hassl.
- Solanum juncalense Reiche
- Solanum juninense Bitter
- Solanum jussiaei Dunal
- Solanum juvenale Thell.
- Solanum juzepczukii Bukasov
- Solanum kagehense Dammer
- Solanum kandtii Dammer
- Solanum kauaiense Hillebr.
- Solanum keniense Standl.
- Solanum kieslingii Cabrera
- Solanum kifinikense Bitter
- Solanum kioniotrichum Bitter ex J.F. Macbr.
- Solanum kitagawae Schonb.-Tem.
- Solanum kitivuense Dammer
- Solanum kleinii L.B. Sm. & Downs
- Solanum krauseanum Phil.
- Solanum kurtzianum Bitter & Wittm.
- Solanum kwebense N.E. Br.
- Solanum lacerdae Dusén
- Solanum laciniatum Aiton
- Solanum lacteum Vell.
- Solanum laevigatum Dunal
- Solanum lamprocarpum Bitter
- Solanum lanceifolium Jacq.
- Solanum lanceolatum Cav.
- Solanum lantana Sendtn.
- Solanum lanuginosum Dunal
- Solanum lanzae J.-P. Lebrun & Stork
- Solanum lasianthum Dunal
- Solanum lasiocarpum Dunal
- Solanum lasiocladum S. Knapp
- Solanum lasiopodium Dunal
- Solanum lateritium Dammer
- Solanum latiflorum Bohs
- Solanum laurentii Dammer
- Solanum laurifolium L. f.
- Solanum laxissimum Bitter
- Solanum laxum Spreng.
- Solanum leiophyllum Benth.
- Solanum lepidotum Dunal
- Solanum leptocaulon Van Heurck & Müll. Arg.
- Solanum leptophyes Bitter
- Solanum leptopodum Van Heurck & Müll. Arg.
- Solanum leptorhachis Bitter
- Solanum leptosepalum Correll
- Solanum leptostachys Dunal
- Solanum lesteri Hawkes & Hjert.
- Solanum leucandrum Whalen
- Solanum leucanthum Dammer
- Solanum leucocarpon Dunal
- Solanum leucodendron Sendtn.
- Solanum leucophaeum Dunal
- Solanum leucopogon Huber
- Solanum lhotskyanum Dunal
- Solanum lianiforme De Wild.
- Solanum lichtensteinii Willd.
- Solanum lignescens Fernald
- Solanum lignicaule Vargas
- Solanum limbaniense Ochoa
- Solanum lindenii Rusby
- Solanum linnaeanum Hepper & P.-M.L.Jaeger
- Solanum litoraneum A.E. Gonç.
- Solanum litusinum Ochoa
- Solanum lobbianum Bitter
- Solanum longevirgatum Bitter
- Solanum longiconicum Bitter
- Solanum longipes Dunal
- Solanum longiusculus Ochoa
- Solanum lopez-camarenae Ochoa
- Solanum loxense Dunal
- Solanum lucens S. Knapp
- Solanum luffocarpum A. Chev.
- Solanum lumholtzianum Bartlett
- Solanum luridifuscescens Bitter
- Solanum luteoalbum Pers.
- Solanum luteum Mill.
- Solanum luzoniense Merr.
- Solanum lycocarpum A. St.-Hil.
- Solanum lycopersicoides Dunal
- Solanum lycopersicum L.
- Solanum lykipiense C.H. Wright
- Solanum lyratum Thunb.
- Solanum macaonense Dunal
- Solanum macbridei Hunz. & Lallana
- Solanum macowanii Fourc.
- Solanum macracanthum A. Rich.
- Solanum macranthum Dunal
- Solanum macrocarpon L.
- Solanum macrotonum Bitter
- Solanum madagascariense Dunal
- Solanum madrense Fernald
- Solanum maglia Schltdl.
- Solanum mahoriensis D'Arcy & Rakot.
- Solanum malacothrix S. Knapp
- Solanum malletii S. Knapp
- Solanum mammosum L.
- Solanum mangaschae Pax
- Solanum mapiricum S. Knapp
- Solanum mapiriense Bitter
- Solanum maranguapense Bitter
- Solanum marantifolium Bitter
- Solanum marginatum L. f.
- Solanum marinasense Vargas
- Solanum marojejy D'Arcy & Rakot.
- Solanum maroniense Poit.
- Solanum marquesi Dammer
- Solanum martii Sendtn.
- Solanum martinsii Van Heurck
- Solanum matadori L.B. Sm. & Downs
- Solanum maternum Bohs
- Solanum maturecalvans Bitter
- Solanum mauense Bitter
- Solanum mauritianum Scop.
- Solanum medians Bitter
- Solanum megalochiton Mart.
- Solanum megalonyx Sendtn.
- Solanum megistacrolobum Bitter
- Solanum melastomoides C.H. Wright
- Solanum melissarum Bohs
- Solanum melongena L.
- Solanum memphiticum J.F.Gmel.
- Solanum merrillianum Liou
- Solanum mesodolichum Pic.Serm.
- Solanum metarsium C.V. Morton
- Solanum metrobotryon Dunal
- Solanum michoacanum (Bitter) Rydb.
- Solanum microdontum Bitter
- Solanum microleprodes Bitter
- Solanum mildbraedii Dammer
- Solanum minutifoliolum Correll
- Solanum mite Ruiz & Pav.
- Solanum mitlense Dunal
- Solanum mochiquense Ochoa
- Solanum moestum Dunal
- Solanum molinarum J.L. Gentry
- Solanum monachophyllum Dunal
- Solanum monactinanthum Dammer
- Solanum monadelphum Van Heurck & Müll. Arg.
- Solanum monanthemon S. Knapp
- Solanum monarchostemon S. Knapp
- Solanum moniliforme Correll
- Solanum monotanthum Dammer
- Solanum montanum L.
- Solanum montigenum (C.V. Morton) Cabrera
- Solanum morellifolium Bohs
- Solanum morelliforme Bitter & Münch
- Solanum morii S. Knapp
- Solanum mortonii Hunz.
- Solanum moscopanum Hawkes
- Solanum moxosense M. Nee
- Solanum mucronatum O.E. Schulz
- Solanum muenscheri Standl. & Steyerm.
- Solanum multifidum Lam.
- Solanum multiflorum Vargas
- Solanum multiglandulosum Bitter
- Solanum multiinterruptum Bitter
- Solanum multispinum N.E. Br.
- Solanum muricatum Aiton
- Solanum murinum Sendtn.
- Solanum murphyi I.M. Johnst.
- Solanum myoxotrichum Baker
- Solanum myriacanthum Dunal
- Solanum myrsinoides D'Arcy & Rakot.
- Solanum nakurense C.H. Wright
- Solanum namaquense Dammer
- Solanum nanum Bitter
- Solanum narcoticosmum Bitter
- Solanum ndellense A. Chev.
- Solanum neglectum Dunal
- Solanum nelsonii Dunal
- Solanum nematopus Sendtn.
- Solanum nematorhachis S. Knapp
- Solanum nemorense Dunal
- Solanum nemorosum Ochoa
- Solanum neocardenasii Hawkes & Hjert.
- Solanum neorossii Hawkes & Hjert.
- Solanum neovargasii Ochoa
- Solanum neovavilovii Ochoa
- Solanum neoweberbaueri Wittm.
- Solanum nesiotes Bitter
- Solanum nguelense Dammer
- Solanum nienkui Merr. & Chun
- Solanum nigrescens M. Martens & Galeotti
- Solanum nigricans M. Martens & Galeotti
- Solanum nitidum Ruiz & Pav.
- Solanum nocturnum Fernald
- Solanum nubicola Ochoa
- Solanum nudum Dunal
- Solanum nuricum M. Nee
- Solanum nutans Ruiz & Pav.
- Solanum nyctaginoides Dunal
- Solanum oaxacanum Dunal
- Solanum oblongifolium Dunal
- Solanum obovalifolium Benitez
- Solanum occultum Bohs
- Solanum ochracanthum Bitter
- Solanum ochraceo-ferrugineum Fernald
- Solanum ochraceum Dunal
- Solanum ochranthum Dunal
- Solanum ochrophyllum Van Heurck & Müll. Arg.
- Solanum odoriferum Vell.
- Solanum okadae Hawkes & Hjert.
- Solanum olgae Pojark.
- Solanum olivaceum Dammer
- Solanum olivaeforme Donn. Sm.
- Solanum olivare Paill. & Bois
- Solanum oliveirae Carvalho
- Solanum olmosense Ochoa
- Solanum olmosianum Ochoa
- Solanum ombrophilum S. Knapp
- Solanum oocarpum Sendtn.
- Solanum opacum A. Br. & Bouché
- Solanum oplocense Hawkes
- Solanum oppositifolium Ruiz & Pav.
- Solanum orientale Benitez
- Solanum orophilum Correll
- Solanum orthocarpum Bitter
- Solanum otites Dunal
- Solanum ovalifolium Dunal
- Solanum ovatifolium De Wild.
- Solanum ovum-fringillae (Dunal) Bohs
- Solanum oxycarpum Schiede
- Solanum oxycoccoides Bitter
- Solanum oxyphyllum C.V. Morton
- Solanum pabstii L.B. Sm. & Downs
- Solanum pachimatium Dunal
- Solanum pachyandrum Bitter
- Solanum pachyarthrotrichum Bitter
- Solanum palinacanthum Dunal
- Solanum palitans C.V. Morton
- Solanum pallidum Rusby
- Solanum palmillae Standl.
- Solanum paludosum Moric.
- Solanum palustre Poepp. ex Schltr.
- Solanum pampaninii Chiov.
- Solanum panduriforme E. Mey.
- Solanum paniculatum L.
- Solanum pannosum Phil.
- Solanum paposanum Phil.
- Solanum paraibanum Agra
- Solanum paralum Bohs
- Solanum paramoense Bitter ex Pittier
- Solanum paranense Dusén
- Solanum parishii A. Heller
- Solanum parvicorollatum Lekhnovich
- Solanum pascoense Ochoa
- Solanum pastillum S. Knapp
- Solanum paucijugum Bitter
- Solanum paucispinum Werderm.
- Solanum paucissectum Ochoa
- Solanum pavimenti L.B. Sm. & Downs
- Solanum pectinatum Dunal
- Solanum pedemontanum M. Nee
- Solanum pedersenii Cabrera
- Solanum peikuoensis S.S. Ying
- Solanum pelagicum Bohs
- Solanum peloquinianum Ochoa
- Solanum penduliflorum Dammer
- Solanum pensile Sendtn.
- Solanum pentagonocalyx Bitter
- Solanum pentaphyllum Bitter
- Solanum pentlandii Dunal
- Solanum perattenuatum I.M. Johnst.
- Solanum pereirae Carvalho
- Solanum perplexum Small
- Solanum pertenue Standl. & C.V. Morton
- Solanum peruvianum L.
- Solanum phaeophyllum Werderm.
- Solanum phaseoloides Pol.
- Solanum phureja Juz. & Bukasov
- Solanum physalidicalyx Bitter
- Solanum physalifolium Rusby
- Solanum pillahuatense Vargas
- Solanum piluliferum Dunal
- Solanum pimpinellifolium L.
- Solanum pimpinelloides Hill.
- Solanum pinetorum (L.B. Sm. & Downs) Bohs
- Solanum pinnatisectum Dunal
- Solanum pinnatum Cav.
- Solanum piperiferum A. Rich.
- Solanum pittosporifolium Hemsl.
- Solanum piurae Bitter
- Solanum placitum C.V. Morton
- Solanum platanifolium Hook.
- Solanum platense Dieckman
- Solanum platycypellon S. Knapp
- Solanum plowmanii S. Knapp
- Solanum plumense Fernald
- Solanum poecilochromifolium Rusby
- Solanum poeppigianum Sendtn.
- Solanum poggei Dammer
- Solanum poinsettiifolium Rusby
- Solanum polyacanthon Lam.
- Solanum polyadenium Greenm.
- Solanum polyanthemum Hochst. ex A. Rich.
- Solanum polygamum Vahl
- Solanum polyphyllum Phil.
- Solanum polytrichostylum Bitter
- Solanum polytrichum Sendtn.
- Solanum praematurum Dammer
- Solanum premnifolium (Miers) Bohs
- Solanum preussii Dammer
- Solanum probolospermum Bitter
- Solanum procumbens Lour.
- Solanum profusum C.V. Morton
- Solanum proteanthum Bohs
- Solanum pruinosum Dunal
- Solanum pseudoauriculatum Chodat & Hassl.
- Solanum pseudocapsicum L.
- Solanum pseudodaphnopsis L.A. Mentz & Stehmann
- Solanum pseudogeminifolium Dammer
- Solanum pseudogracile Heiser
- Solanum pseudopersicum Pojark.
- Solanum pseudoquina A. St.-Hil.
- Solanum pseudospinosum C.H. Wright
- Solanum psychotrioides Dunal
- Solanum pterospermum Bitter
- Solanum ptychanthum Dunal
- Solanum pubigerum Dunal
- Solanum pulverulentifolium K.E. Roe
- Solanum purpusii Brandegee
- Solanum pycnanthemum Mart.
- Solanum pygmaeum Cav.
- Solanum pyracanthos Lam.
- Solanum quaesitum C.V. Morton
- Solanum quebradense S. Knapp
- Solanum quichense J.M. Coult. & Donn. Sm.
- Solanum quitoense Lam.
- Solanum radicans L. f.
- Solanum ramonense C.V. Morton & Standl.
- Solanum ramulosum Sendtn.
- Solanum raphanifolium Cárdenas & Hawkes
- Solanum raquialatum Ochoa
- Solanum ratum C.V. Morton
- Solanum rederi Dammer
- Solanum reductum C.V. Morton
- Solanum reflexiflorum Moric.
- Solanum reflexum Schrank
- Solanum refractifolium Sendtn.
- Solanum refractum Hook. & Arn.
- Solanum regularifolium Correll
- Solanum reineckii Briq.
- Solanum reitzii L.B. Sm. & Downs
- Solanum remyanum Phil.
- Solanum renschii Vatke
- Solanum reptans Bunbury
- Solanum restingae S. Knapp
- Solanum restrictum C.V. Morton
- Solanum retroflexum Dunal
- Solanum rhodesianum Dammer
- Solanum rhomboideilanceolatum Ochoa
- Solanum rhytidoandrum Sendtn.
- Solanum richardii Dunal
- Solanum riedlei Dunal
- Solanum rigescens Jacq.
- Solanum rigescentoides Hutch.
- Solanum riojense Bitter
- Solanum riparium Pers.
- Solanum ripense Dunal
- Solanum robecchii Bitter & Dammer
- Solanum roblense Bitter
- Solanum robustifrons Bitter
- Solanum robustum H.L. Wendl.
- Solanum rogersii S. Moore
- Solanum rohrii C.H. Wright
- Solanum rojasianum (Standl. & Steyerm.) Bohs
- Solanum roseum Bohs
- Solanum rostratum Dunal
- Solanum rovirosanum Donn. Sm.
- Solanum ruandae Bitter
- Solanum rubetorum Dunal
- Solanum rubiginosum Vahl
- Solanum rudepannum Dunal
- Solanum rufescens Sendtn.
- Solanum rufistellatum Steyerm.
- Solanum rugosum Dunal
- Solanum rugulosum De Wild.
- Solanum ruiz-lealii Brücher
- Solanum ruizii S. Knapp
- Solanum runsoriense C.H. Wright
- Solanum rupincola Mart.
- Solanum sakarense Dammer
- Solanum salamancae Hunz. & Barboza
- Solanum salasianum Ochoa
- Solanum salicifolium Phil.
- Solanum saltianum Roem. & Schult.
- Solanum salzmannii Dunal
- Solanum sambiranense D'Arcy & Rakot.
- Solanum sambuciflorum Sendtn.
- Solanum sambucinum Rydb.
- Solanum sanctae-nevadae Dunal & A. DC.
- Solanum sanctae-rosae Hawkes
- Solanum sandemanii Hawkes
- Solanum sandianum Bitter
- Solanum sandwicense Hook. & Arn.
- Solanum sanfurgoi Phil.
- Solanum santolallae Vargas
- Solanum santosii S. Knapp
- Solanum saponaceum Dunal
- Solanum sarasarae Ochoa
- Solanum sarrachoides Sendtn.
- Solanum saturatum M. Nee
- Solanum savanillense Bitter
- Solanum sawyeri Ochoa
- Solanum saxatilis Ochoa
- Solanum scabrifolium Ochoa
- Solanum scabrum Mill.
- Solanum scandens Mill.
- Solanum schenckii Bitter
- Solanum schimperianum Hochst.
- Solanum schizandrum Sendtn.
- Solanum schlechtendalianum Walp.
- Solanum schliebenii Werderm.
- Solanum schomburgkii Sendtn.
- Solanum schroederi Dammer
- Solanum schumannianum Dammer
- Solanum schwackei Glaz.
- Solanum sciadostylis (Sendtn.) Bohs
- Solanum scuticum M. Nee
- Solanum seaforthianum Andrews
- Solanum secedens Dammer
- Solanum selachophyllum Bitter
- Solanum sellowianum Dunal
- Solanum sellowii Dunal
- Solanum semiscandens Bitter
- Solanum semotum M. Nee
- Solanum sendtnerianum Van Heurck & Müll. Arg.
- Solanum sepiaceum Dammer
- Solanum sepicula Dunal
- Solanum septemlobum Bunge
- Solanum sereti De Wild.
- Solanum sericeum Ruiz & Pav.
- Solanum sessile Ruiz & Pav.
- Solanum sessiliflorum Dunal
- Solanum sessilistellatum Bitter
- Solanum setaceum Dammer
- Solanum setosissimum Bitter ex L.A. Mentz & M. Nee
- Solanum setosum (Brandegee) Bitter
- Solanum sibundoyense (Bohs) Bohs
- Solanum sieberi Van Heurck & Müll. Arg.
- Solanum simplicifolium Bitter
- Solanum simplicissimum Ochoa
- Solanum sinuatiexcisum Bitter
- Solanum sinuatirecurvum Bitter
- Solanum sinuato-repandum K. Braun
- Solanum siparunoides Ewan
- Solanum siphonobasis Bitter
- Solanum sisymbriifolium Lam.
- Solanum sitiens I.M. Johnst.
- Solanum skutchii Correll
- Solanum smithii S. Knapp
- Solanum snoussii A. Chev.
- Solanum sodomaeodes Kuntze
- Solanum soestii Hawkes & Hjert.
- Solanum sogarandinum Ochoa
- Solanum solum J.F. Macbr.
- Solanum somalense Franch. in Revoil
- Solanum sooretamum Carvalho
- Solanum sordidum Sendtn.
- Solanum sparsespinosum De Wild.
- Solanum sparsipilum (Bitter) Juz. & Bukasov
- Solanum spathotrichum Dammer
- Solanum spegazzinii Bitter
- Solanum spirale Roxb.
- Solanum spissifolium Sendtn.
- Solanum sprucei Van Heurck & Müll. Arg.
- Solanum stagnale Moric.
- Solanum stellatiglandulosum Bitter
- Solanum stellativelutinum Bitter
- Solanum stenandrum Sendtn.
- Solanum stenophyllidium Bitter
- Solanum stenophyllum Dunal
- Solanum stenotomum Juz. & Bukasov
- Solanum steyermarkii Carvalho
- Solanum stipulaceum Roem. & Schult.
- Solanum stipulatum Vell.
- Solanum stipuloideum Rusby
- Solanum stolzii Dammer
- Solanum storkii C.V. Morton & Standl.
- Solanum stramoniifolium Jacq.
- Solanum stuckertii Bitter
- Solanum suaveolens Kunth & C.D. Bouché
- Solanum subcoriaceum Thell. & H. Dur. xx
- Solanum subinerme Jacq.
- Solanum sublentum Hieron.
- Solanum subpanduratum Ochoa
- Solanum subquinatum Bitter
- Solanum subserratum Dunal
- Solanum subsessile De Wild.
- Solanum subsylvestre L.B. Sm. & Downs
- Solanum subtusviolaceum Bitter
- Solanum subulatum C.H. Wright
- Solanum subumbellatum Vell.
- Solanum subuniflorum Bitter
- Solanum subvelutinum Rydb.
- Solanum sucrense Hawkes
- Solanum sudanense Hammerstein xx
- Solanum superbum S. Knapp
- Solanum supinum Dunal
- Solanum surattense Burm. f.
- Solanum swartzianum Roem. & Schult.
- Solanum sychnoteranthum Bitter
- Solanum sycocarpum Mart. & Sendtn.
- Solanum sycophanta Dunal
- Solanum symmetricum Rusby
- Solanum symphyandrum (Bitter) C.V. Morton
- Solanum tabanoense Correll
- Solanum tacanense Lundell
- Solanum taeniotrichum Correll
- Solanum taitense Vatke
- Solanum talarense Svenson
- Solanum tampicense Dunal
- Solanum tanysepalum S. Knapp
- Solanum tapojense Ochoa
- Solanum tarapatanum Ochoa
- Solanum tarderemotum Bitter
- Solanum tarijense Hawkes
- Solanum tarnii Hawkes & Hjert.
- Solanum taulisense Ochoa
- Solanum tegore Aubl.
- Solanum tenuiflagellatum Bitter ex S. Knapp
- Solanum tenuilobatum Parish
- Solanum tenuipes Bartlett
- Solanum tenuisetosum (Bitter) Bohs
- Solanum tenuispinum Rusby
- Solanum tenuissimum Sendtn.
- Solanum tepuiense S. Knapp
- Solanum tequilense A. Gray
- Solanum terminale Forssk.
- Solanum ternatum Ruiz & Pav.
- Solanum ternifolium Werderm.
- Solanum tetrachondrum Bitter
- Solanum tetricum Dunal
- Solanum tettense Klotzsch
- Solanum thelopodium Sendtn.
- Solanum theobromophyllum Bitter
- Solanum thomasiifolium Sendtn.
- Solanum thruppii C.H. Wright
- Solanum toldense Matesevach & Barboza
- Solanum toliaraea D'Arcy & Rakot.
- Solanum tomentosum L.
- Solanum torreanum A.E. Gonç.
- Solanum torreyi A. Gray
- Solanum torvum Sw.
- Solanum tovarii S. Knapp
- Solanum trachycarpum Bitter & Sodiro
- Solanum trachycyphum Bitter
- Solanum trachyphyllum Dunal
- Solanum trachytrichium Bitter
- Solanum tredecimgranum Bitter
- Solanum tribulosum S. Schauer
- Solanum trichoneuron Lillo
- Solanum trichopetiolatum D'Arcy & Rakot.
- Solanum tricuspidatum Dunal
- Solanum tridynamum Dunal
- Solanum trifidum Correll
- Solanum triflorum Nutt.
- Solanum trifolium Dunal
- Solanum trifurcum Dunal
- Solanum trigonoplum Bitter
- Solanum trinitense Ochoa
- Solanum tripartitum Dunal
- Solanum triplinervium C.V. Morton
- Solanum triquetrum Cav.
- Solanum triste Jacq.
- Solanum trizygum Bitter
- Solanum tuberosum L.
- Solanum tuerckheimii Greenm.
- Solanum tunariense Kuntze
- Solanum tuquerrense Hawkes
- Solanum turgidum S. Knapp
- Solanum turneroides Chodat
- Solanum tweedianum Hook.
- Solanum ueleense De Wild.
- Solanum ugentii Hawkes & K.A. Okada
- Solanum ukerewense Bitter
- Solanum uleanum Bitter
- Solanum ulei Morton
- Solanum ulugurense Dammer
- Solanum umbellatum Mill.
- Solanum umbelliferum Eschsch.
- Solanum umbratile I.M. Johnst.
- Solanum uncinatum Schrank
- Solanum uncinellum Lindl.
- Solanum undatum Lam.
- Solanum unifoliatum S. Knapp
- Solanum unilobum (Rusby) Bohs
- Solanum uollense Pic.Serm.
- Solanum urosepalum Dammer
- Solanum ursinum Rusby
- Solanum urticans Dunal
- Solanum urubambae Juz.
- Solanum usaramense Dammer
- Solanum utile Klotzsch
- Solanum vacciniiflorum Standl. & L.O. Williams
- Solanum vaillantii Dunal
- Solanum valdiviense Dunal
- Solanum valerioanum C.V. Morton & Standl.
- Solanum validinervium Benitez & S. Knapp
- Solanum vallis-mexici Juz.
- Solanum vanheurckii Müll. Arg.
- Solanum variabile Mart.
- Solanum velardei Ochoa
- Solanum velleum Roem. & Schult.
- Solanum vellozianum Dunal
- Solanum velutinum Dunal
- Solanum velutissimum Rusby
- Solanum venosum Dunal
- Solanum venturii Hawkes & Hjerting
- Solanum vernei Bitter & Wittm.
- Solanum verrucosum Schltdl.
- Solanum vervoorstii L.B. Sm.
- Solanum vestissimum Dunal
- Solanum viarum Dunal
- Solanum vidaurrei Cárdenas
- Solanum villosum Mill.
- Solanum villuspetalum Vargas
- Solanum violaceimarmoratum Bitter
- Solanum violaceum Ortega
- Solanum violifolium Schott ex Spreng.
- Solanum virginianum L.
- Solanum virgultorum (Bitter) Cárdenas & Hawkes
- Solanum viridimaculatum Gilli
- Solanum viridipes Dunal
- Solanum viscosissimum Sendtn.
- Solanum volubile Sw.
- Solanum volubilis Rusby
- Solanum wacketii Witasek
- Solanum wallacei (A. Gray) Parish
- Solanum warmingii Hieron.
- Solanum weberbaueri Bitter
- Solanum weddellii Phil.
- Solanum welwitschii C.H. Wright
- Solanum wendlandii Hook. f.
- Solanum whalenii M. Nee
- Solanum wittmackii Bitter
- Solanum woodburyi R.A. Howard
- Solanum woodsonii Correll
- Solanum wrightii Benth.
- Solanum xanthophaeum Bitter
- Solanum xanti A. Gray
- Solanum yamobambense Ochoa
- Solanum yanamonense S. Knapp
- Solanum yangambiense De Wild.
- Solanum youngii S. Knapp
- Solanum yungasense Hawkes
- Solanum zanzibarense Vatke
- Solanum zeylanicum Scop.
- Solanum zuloagae Cabrera